# أماندا أوستين

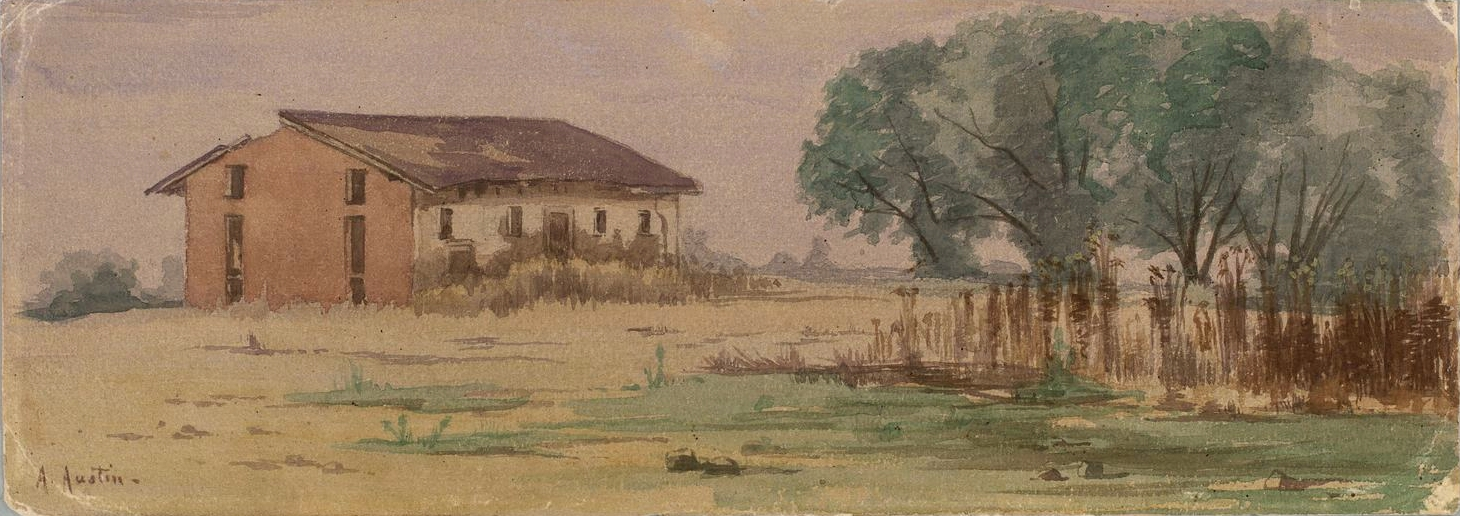
لوحة لحصن سوتر بقلم الفنانة اماندا اوستن

أماندا أوستين (بالإنجليزية: Amanda Austin) هي نحّاتة ورسامة أمريكية، ولدت في 1859، وتوفيت في 1917 بسبب سرطان.